# São Brás do Suaçuí
São Brás do Suaçuí este un oraș în Minas Gerais (MG), Brazilia.